# Kujbyszewskij
Kujbyszewskij (ros. Куйбышевский) – osiedle w Rosji, w obwodzie samarskim, w rejonie krasnoarmiejskim. W 2010 liczyło 702 mieszkańców.